# Теркен-хатун
Теркен-хатун (также: Туркан-хатын; перс. ترکان خاتون‎, туркм. Türkan hatyn; узб. Turkon xotun; 1150—1233) — правительница в Государстве Хорезмшахов. Согласно современнику Теркен-хатын, ан-Насави, она происходила из племени баят. Историк эпохи Хулагуидов Джувейни отмечает, что она происходила из рода канглы.
Приходилась родственницей трёх выдающихся правителей и полководцев Хорезма: женой Хорезмшаха Текеша, матерью хорезмшаха Мухаммеда и бабушкой хорезмшаху Джелал-ад-Дину.

## Биография

### Происхождение
По одной версии, происходила из кипчакского рода или канглов (бекчиков). Она была дочерью хана Джанкиша или дочерью другого хана Аркана. Согласно В. В. Бартольду, Туркан-хатун была из рода канглы. При этом Усман Джузджани называет её дочерью Кадыр-хана кипчакского.
 "Теркен-хатун была из племени Байавут, ветви племени Йемек. Она была дочерью Джанкиши, одного из тюркских государей. Текиш, сын Ил-Арслана, взял её в жены. Когда власть перешла к его сыну султану Мухаммаду, к нему примкнули племена Йемек и соседние с ними из тюрок. Благодаря им умножились силы султана, и он воспользовался их силой. По этой причине Теркен-хатун и распоряжалась в государстве, и как только султан завладевал какой-нибудь страной, он выделял там для неё лично важную область.
Йемеки в ряде источников упоминаются как кимаки — тюркский или монгольский кочевой народ. Занимали территории восточного и центрального Казахстана.

### Во главе государства
Став женой Текеша, заняла главное положение в гареме. В 1200 году её сын Мухаммед стал после смерти отца хорезмшахом. В 1204 году возглавила оборону Ургенча от войска Гурида Шихаб ад-Дина. Её внучка Хан-Султан вышла замуж в 1210 году за самаркандского правителя Караханидов Османа, который после поражения восстания 1212 года был казнён по её настоянию.
«Она была величественна и разумна. Когда к ней поступали жалобы, она разбиралась в них беспристрастно и справедливо и была на стороне притесненного против обидчика, однако она с легкостью отваживалась на убийство. Она делала много доброго и полезного для страны…Ее секретарями (куттаб ал-инша») были семь человек из числа знаменитых, достойных людей и больших господ. Тугра её указов была такова: «Добродетель мира и веры Улуг-Теркен, царица женщин обоих миров». Девиз её: «Ищу защиты только у Аллаха». Она писала его толстым каламом, превосходным почерком, так что её знак (девиз) было трудно подделать.
При дворе высокие военные и государственные должности занимали её кипчакские родственники, пришедшие с ней на службу.

Под давлением Теркен-хатун и кипчакской придворной знати, хорезмшах Мухаммед назначил наследником, одного из младших своих сыновей Озлаг-шаха, поскольку его мать была из знатного кипчакского рода. 
Назначение его (Узлаг-шаха) наследником престола в обход двух старших его братьев — Джалал ад-Дина Манкбурны и Рукн ад-Дина Гурсанджти — объясняется тем, что султан следовал решению матери, Теркен-хатун, стремясь заслужить её благословение, так как мать Кутб ад-Дина, в отличие от матерей других сыновей — владычиц дорогих его сердцу детей, — была из племени Байавут из рода ('ашират) Теркен-хатун, а этот род — одна из ветвей племени Йемек.

### Вторжение монголов и дальнейшая судьба
В 1219 году Чингисхан с армией вторгся в Хорезм. Повод был в том, что Чингисхан направил в Хорезм купеческий караван, но хорезмшах по предложению правителя Отрара Иналчука Кайыр-хана казнил послов-купцов, и сто монгольских офицеров-шпионов. Чингисхан потребовал выдачи Кайыр-хана, но в ответ Мухаммед вновь казнил одного из участников следующего монгольского посольства.

В результате последовавшего монгольского вторжения были уничтожены многие крупные города Отрар, Ходжент, Бухара, Самарканд, Мерв, Нишапур и погибли тысячи мирных жителей. Мухаммед после бегства умер в 1220 году на пустынном острове. Теркен-хатун покинула Ургенч вместе с гаремом, детьми хорезмшаха и сокровищами казны, утопив 26 заложников-сыновей покорённых правителей. Когда ей предложили бежать к Джелал ад-Дину она сказала: 
«Прочь, пропади он вовсе! Как я могу опуститься до того, чтобы стать зависимой от милости сына Ай-Чичек — так звали мать Джалал ад-Дина — и находиться под его покровительством, и это после моих детей Узлаг-шаха и Ак-шаха? Даже плен у Чингиз-хана и мое нынешнее унижение и позор для меня лучше, чем это!»
Пройдя через Каракумы, они укрылись в крепости Илал (пред. Табаристан), но крепость монголы захватили; вместе со всеми остальными членами семьи она попала в плен. Сыновья хорезмшаха были убиты, а женщины и дочери розданы сыновьям и соратникам Чингисхана.
Уходя из Хорезма, Чингисхан приказал ей и жёнам умершего хорезмшаха Мухаммеда, оплакивать государство пока все воины не проедут мимо, после окончания похода вместе с другими пленниками попала в Каракорум, где она и скончалась в 1233 году в возрасте более 80 лет.

## В литературе и кино
- Василий Ян — «Чингисхан» и повесть «На крыльях мужества».
- Исай Калашников — «Жестокий век» (исторический роман).
- Чингисхан (телесериал, 2004).
- Мендирман Жалолиддин ( телесериал 2021)